# Dan Dascalescu
Dan Dascalescu (n. anii 1980) este un antreprenor român, din 2004 rezident al Silicon Valley, creator al proiectului Blueseed. Acesta a mai lucrat și pentru Google, respectiv Yahoo!.